# سالبیسگو-داپویا
سالبیسگو-داپویا شهری در شهرستان رامونگو در استان بولکیمده در بورکینافاسوی غربی مرکزی است جمعیت آن ۲۷۶۲ نفر است.